# 名鉄3500系電車 (初代)
名鉄3500系電車（めいてつ3500けいでんしゃ）は、名古屋鉄道（名鉄）が1942年（昭和17年）から1943年（昭和18年）にかけて導入した電車である。名鉄の直流1,500 V電化路線において運用された吊り掛け駆動車各形式のうち、間接自動進段制御器を搭載するAL車に属する。
本項では、3500系の制御電動車モ3500形と同一設計によって知多鉄道が1942年（昭和17年）に導入し、知多鉄道の名鉄への吸収合併に際して名鉄籍に編入されたク950形電車、後年モ3500形の一部について制御車化改造を実施し形式区分したク2650形電車、およびモ3500形の事故被災車の復旧目的で1960年（昭和35年）に新製されたモ3560形電車の各形式についても併せて記述する。

## 導入経緯
旧愛知電気鉄道に由来する架線電圧1,500 V規格の東部線向け車両として1940年（昭和15年）に導入されたモ3350形（初代）・ク2050形の設計を踏襲し、旧名岐鉄道に由来する架線電圧600 V規格の西部線向けに導入する目的で、制御電動車モ3500形および制御車ク2500形が1940年（昭和15年）10月に設計認可された。
両形式とも当初設計段階においては、モ3350形（初代）・ク2050形と同一設計の窓上補強帯（ウィンドウヘッダー）を構体内部へ埋め込みノーヘッダー構造とした2扉クロスシート仕様で計画されていた。しかし、同時期には太平洋戦争の勃発に伴う戦時体制への移行が生じつつあり、また年々増大する輸送量への対応が急務とされたため、1942年（昭和17年）に両形式を3扉ロングシート仕様へ設計変更する旨申請し、同年9月に日本車輌製造本店においてモ3500形3501 - 3507、およびク2500形2501 - 2503の計10両が新製された。
ただし、戦時体制移行に伴う民間向けの物資不足の影響から電装品を調達できなかったため、モ3500形はパンタグラフのみを搭載した状態で暫定的に制御車として落成した。また、ク2500形は前述した設計変更に際して、将来的な東部線 - 西部線区間の直通運転開始を念頭に、長距離運用対策として連結面側の車端部に便所を設けた点が特徴であった。
一方、ク950形は知多鉄道が同社モ950形として導入を計画した車両である。主要機器の仕様は同社デハ910形を踏襲しつつ、車体設計は名鉄モ3500形と同じくモ3350形（初代）に準じた2扉クロスシート車として1942年（昭和17年）3月30日付で設計認可を得て、モ951 - モ953の3両が木南車輌製造へ発注された。その後、同年11月10日付認可で3扉ロングシート仕様への設計変更が行われ、さらに知多モ950形もまた名鉄モ3500形と同様に電装品を調達できなかったことから、同3両の製造途上であった同年12月22日付で制御車への設計変更を申請、同月中にク950形951 - 953として竣功した。なお、設計変更申請は1943年（昭和18年）2月に知多鉄道が名古屋鉄道に吸収合併された後、1943年（昭和18年）3月29日付で認可されている。

## 車体

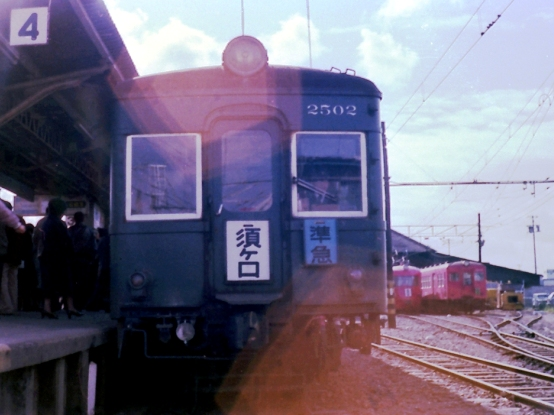
ク2500形2502
（太田川 1977年）

車体長17,600 mm・車体幅2,700 mmの半鋼製構体を備える。全ての窓の上隅部が曲線形状に処理されていることや、側面の開閉可能窓が一段上昇式であること、775 mm幅の側窓・1,080 mm幅の片開客用扉など各部寸法を含め、主要設計はモ3350形（初代）を踏襲したが、モ3500形・ク2500形およびク950形においては窓の上部にも補強帯（ウィンドウヘッダー）が露出している点が異なる。
3扉構造への設計変更に際しては、単純に車体中央部に客用扉を増設したのではなく、客用扉両脇の吹寄柱幅をモ3350形（初代）の280 mmに対してモ3500形では310 mmに拡大、両端の客用扉や客用扉間の側窓を全体的に中央へ寄せた設計としている。また、ク2500形は連結面側車端部に便所および洗面所を設けた関係で、同スペースを車体長を変更することなく捻出するため、客用扉両脇の吹寄柱幅をモ3350形（初代）と同一の280 mm幅とし、差分の30 mm×6=180 mmを便所および洗面所のスペース確保に充当している。このため、両端部の客用扉開口部外方から車端部にかけての寸法は、モ3500形・ク950形では前後とも3,190 mmと対称構造であるのに対し、ク2500形では運転台側が3,160 mm・連結面側（便所・洗面台側）が3,340 mmと前後非対称構造となっている。
前面形状は緩い円弧を描く丸妻形状で、前後妻面ともに中央部へ貫通扉を配した貫通構造を採用する。両運転台構造のモ3500形は前後妻面とも同一形状であるが、片運転台構造のク2500形は連結面側妻面が平妻形状とされた点が異なる。前照灯は白熱灯式で、屋根部に埋め込まれたケースを介して設置されている。
側面窓配置はモ3500形が d 2 D 4 D 4 D 2 d（d：乗務員扉、D：客用扉、各数値は側窓の枚数）、ク2500形が d 2 D 4 D 4 D 2 1で、便所・洗面所部分の窓間柱は280 mmとされ、他の箇所の90 mmと比較して大きく取られている。その他、客用扉の下部には内蔵型の乗降用ステップが設置されている。
車内座席は前述の通りロングシート仕様で、車内照明として白熱灯が1両あたり6基設置されている。
なお、ク2500形は便所および洗面所を備えながら水タンクは装備しておらず、実際に使用されることはなかった。

## 主要機器
モ3500形は、計画段階においてはモ800形と同等の主要機器を搭載する予定であったが、3扉ロングシート仕様への設計変更に際して、主制御器はモ3350形（初代）・モ3650形と同様に東京芝浦電気（現・東芝）製のPB-2A電空油圧カム軸式多段制御装置に機種指定が変更された。
また、主電動機はモ800形より採用された名鉄AL車における標準型主電動機である東洋電機製造TDK-528系直流直巻電動機ではなく、TDK-528系主電動機の姉妹機種に相当する定格出力110 kW級のTDK-550系直流直巻電動機を1両あたり4基搭載する。
台車は日本車輌製造製の形鋼組立形釣り合い梁式台車であるD16をモ3500形・ク2500形とも装着する。固定軸間距離は2,250 mm、車輪径は910 mmである。
制動装置はA弁を使用したAMA / ACA自動空気ブレーキを常用制動として採用、手用制動を併設する。
一方、ク950形は台車・制動装置などはモ3500形・ク2500形と同一であるが、制御電動車として導入が計画されていた当時は知多デハ910形と同じく定格出力75 kW級の主電動機と間接非自動制御装置の組み合わせによる間接非自動制御車（HL車）として設計された。制御車への設計変更後も制御方式はHL制御のままとされ、間接自動制御仕様のAL車であるモ3500形・ク2500形との混用は不可能であった。

## 運用

### 太平洋戦争前後

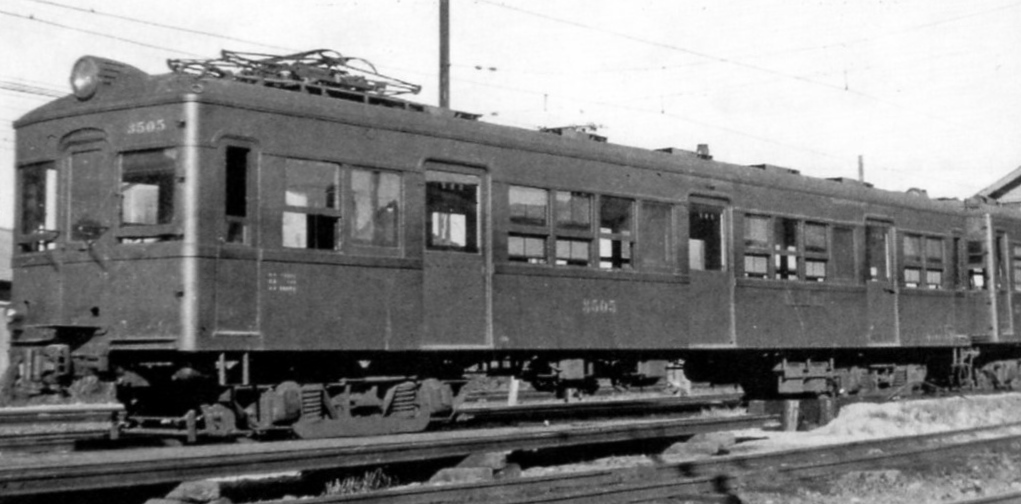
資材不足から電装品を装備せず落成したモ3500形

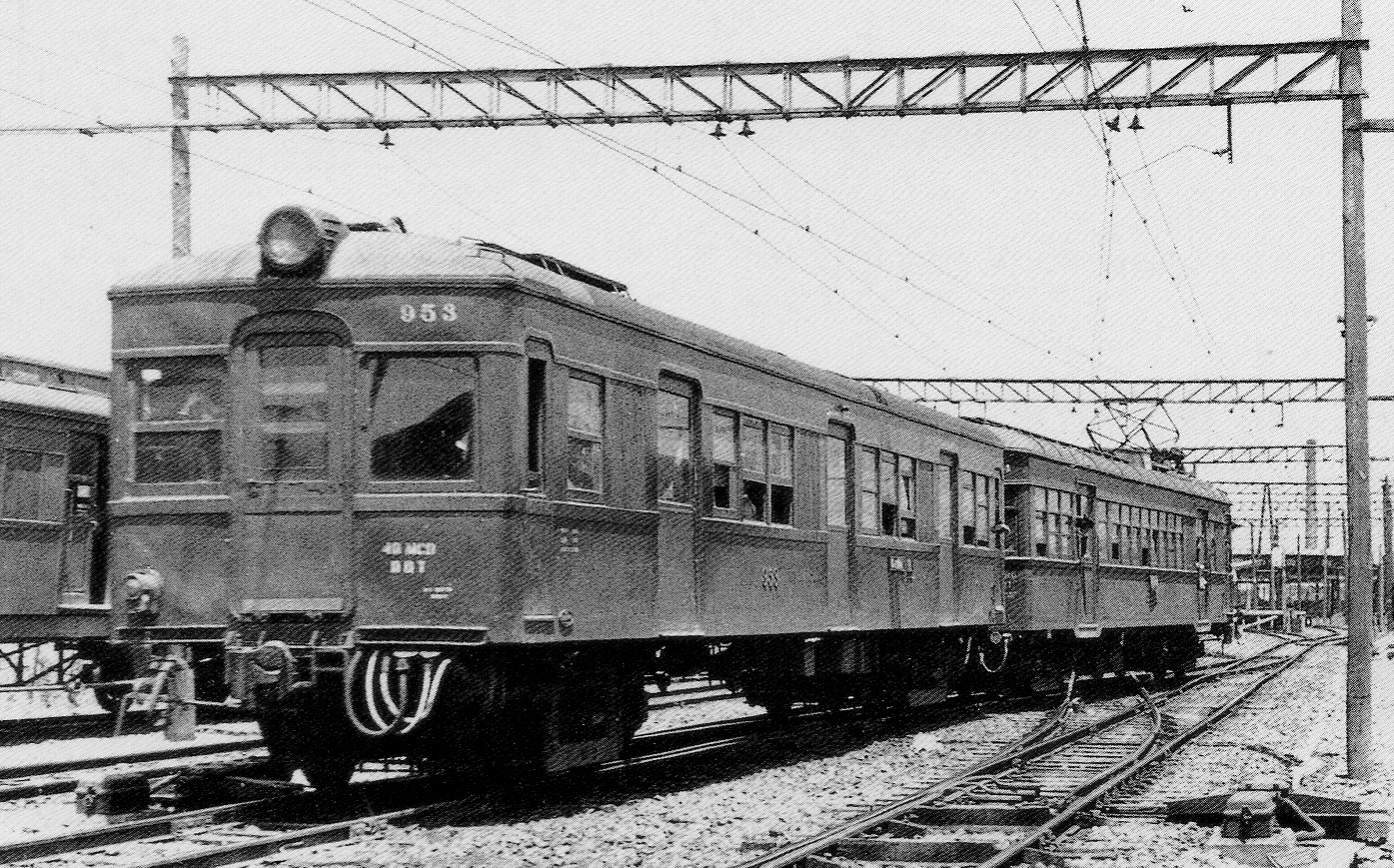
河和線の運用に充てられるク950形と旧愛電モ3600形

モ3500形は、モ3501 - モ3505の5両については当初の計画通り西部線へ配属されたが、モ3506・モ3507の2両については東部線における使用認可を得て東部線へ配属され、いずれも前述の通り制御車代用として運用された。また、ク2500形は落成後間もなく3両全車ともモ3506・モ3507同様に東部線における使用認可を得て、ク2501（初代）は暫定的にHL制御の制御車に改造しク2503（初代）と車両番号（以下「車番」）を振り替え、いずれも東部線へ配属された。
このうち、西部線所属のモ3500形3501と東部線所属のク2500形2501（2代）の2両については、軍関係者の皇族が沿線の軍事関連施設を訪問する際に利用する専用車両（御乗用車両）として特別な整備が実施されていたと伝わる。
ク950形951 - 953は、前述の通り知多鉄道籍を経て名鉄籍へ編入された。名鉄への継承後はモ3300形などHL車各形式の制御車として、東部線にて運用された。

### 暫定制御車の電動車化・2扉化
太平洋戦争終戦後の1946年（昭和21年）12月に、暫定的に制御車として運用されていたモ3500形について電動車化改造が実施された。改造後はモ3503・モ3504の2両が1,500 V仕様の電動車として新たに東部線へ転属し、モ3501・モ3502・モ3505の3両のみが600 V仕様の電動車として西部線に残留した。
翌1947年（昭和22年）に、ク950形の電動車化改造が実施され、車番はそのままにモ950形951 - 953と記号のみが変更された。モ951・モ952については定格出力75 kW級の主電動機を搭載して同形式による2両編成を組成し、モ953のみ定格出力110 kW級の主電動機を搭載し、他形式の制御車と編成を組成して運用された。のちにモ951・モ952についても主電動機をモ953と統一、さらに1949年（昭和24年）にモ951 - モ953は旧番順にモ3508 - モ3510と記号番号を改め、モ3500形に編入された。
1951年（昭和26年）にはモ3500形全車を対象に2扉化改造が施工された。中央の客用扉を痕跡を残さず埋め込み撤去し、扉跡開口部の台枠を補強した上で2枚の側窓を新設して側面窓配置は d 2 D 10 D 2 d と変更された。しかし、扉間寸法の都合により既存の側窓と同一幅の窓を配置できず、新設された側窓は既存の側窓と比較して若干狭幅となっている点がモ3350形（初代）・モ3650形などとは異なる。また、2扉化改造に際しては全ての窓の上隅部が直角形状に改められたため、改造によって原形の優美な印象が失われたとも評された。

### 直角カルダン駆動装置の実用試験
1951年（昭和26年）から1953年（昭和28年）にかけて、モ3501は東京芝浦電気製の直角カルダン駆動装置の実用試験に供された。
主電動機は小型軽量構造化と定格回転数増大に対応し、ケイ素樹脂の採用によって絶縁性能を強化したSE-507直流直巻電動機（端子電圧750 V時定格出力110 kW・同定格回転数2,000 rpm）を採用、鋼板溶接構造を全面的に取り入れて軽量化を図ったTT-1台車と組み合わせたものであった。ただし、直角カルダン駆動装置は設計・保守の観点から平行カルダン駆動装置と比較して不利とされ、1954年（昭和29年）にモ3750形を用いて行われた実用試験においては中空軸平行カルダン駆動方式が採用され、名鉄において直角カルダン駆動装置は本格採用に至らなかった。

### 一部車両の制御車化
1952年（昭和27年）に、元モ950形のモ3508 - モ3510が電装解除され、ク2650形2651 - 2653と形式・記号番号を改めた。翌1953年（昭和28年）にはモ3506・モ3507の2両も電装解除されて記号番号をク2654・ク2655と改め、ク2650形へ編入された。
改番対照
モ3510 → ク2651
モ3509 → ク2652
モ3508 → ク2653
モ3507 → ク2654
モ3506 → ク2655
電装解除に際しては全車とも豊橋側妻面の運転台機器を撤去し片運転台構造となり、ク2651・ク2652の2両は豊橋側の運転室を完全撤去して客室化した。なお、この電装解除にて発生した制御装置など主要機器の一部は3900系の新製に際して転用された。

### モ3560形の新製

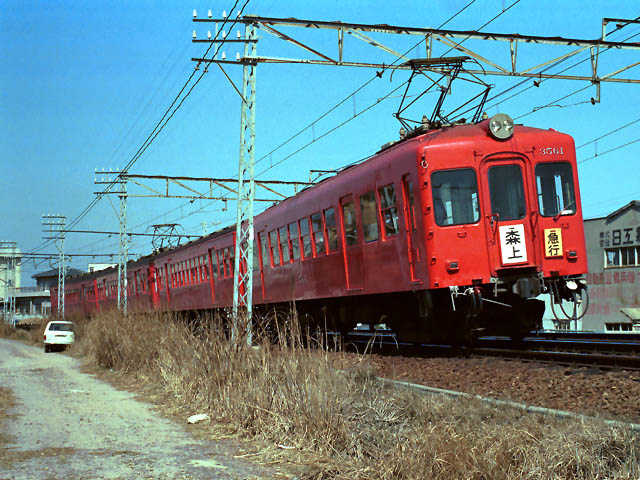
モ3560形3561

モ3504は1960年（昭和35年）に岡崎市内の踏切においてダンプカーと衝突事故を起こし、車体を全焼した。復旧に際しては焼失した車体は廃棄され、主要機器のみを流用して当時増備が行われていたHL制御車の車体更新車である3700系の制御電動車モ3700形と同一の2扉構造の全金属製車体を日本車輌製造本店において新製、同年10月にモ3560形3561として落成した。種車となったモ3504が3550系の制御車ク2550形2561と編成を組成していたことから、「モ3560形」の新規形式区分が付与されたものである。
車体設計はモ3700形そのものであることから、車体全長は17,830 mmと原形より短縮され、車両定員も130人（座席48人）と若干減少した。車内座席は3700系の仕様を踏襲したロングシート仕様とされ、また車内照明は落成当初より蛍光灯を採用した。
落成後はモ3504当時と同様にク2561と編成を組成したが、ク2550形はク2500形と酷似した外観を備える半鋼製3扉車であることから両者の外観は全く異なる。また、同一の車体を備える3700系の車体塗装は下半分マルーン・上半分クリームの2色塗装であったのに対して、モ3561は種車同様にダークグリーン1色塗装で落成した点が特徴であった。
この結果、モ3500形として残存する車両はモ3501 - モ3503・モ3505の4両のみとなった。

### 主要機器の換装・編成替えの実施
名鉄の直流1,500 V電化路線に在籍するAL車各形式の主要機器統一化に伴って、モ3500形は1965年（昭和40年）に制御装置を電空油圧カム軸式の東京芝浦電気PB-2Aから、AL車における標準機種であった電動カム軸式の東洋電機製造ES-568-Aへ換装された。また、制御装置換装に先立つ1959年（昭和34年）頃よりTDK-550系主電動機の改修工事が施工され、改修後は型番がTDK-528/13-GMと改められた。
その他、モ3500形・モ3560形・ク2650形を対象に、扉間の座席の転換クロスシート仕様化、および車内照明が白熱灯仕様であった車両については蛍光灯照明化が1969年（昭和44年）までに順次施工された。またモ3500形は全車とも新岐阜・犬山側妻面の運転台機器を撤去して片運転台構造となり、モ3500形全車とク2650形2653については客用扉下部に内蔵された乗降用ステップが撤去され、客用扉の下端部が車内床面と同一の高さに引き上げられた。さらにモ3501・モ3503については同時に運転台位置の嵩上げによる高運転台化改造も実施された。
また、車内座席のクロスシート化に伴って編成替えが実施され、従来ク2501 - ク2503と編成を組成したモ3501 - モ3503はク2653 - 2655と、ク2651・ク2652はモ3650形3651・3652と、モ3561は3800系の制御車ク2800形2836と、モ3505はモ3561の編成替えに伴って余剰となったク2550形2561とそれぞれ編成を組成した。
ク2500形については落成以来一度も使用機会のなかった便所および洗面所を撤去して客室化し、ク2501・ク2503の2両を対象に高運転台仕様化改造を施工した以外は大きな改造を実施されることなく、落成当時の3扉ロングシート仕様のまま存置された。前述した編成替え実施以降は、モ830形などロングシート仕様の他形式と編成を組成した。
なお、車体塗装は当初のダークグリーン1色塗りから、車内がクロスシート仕様の車両についてはイエロークリーム地に赤帯への変更を経て、最終的には全車とも名鉄における標準塗装となったスカーレット1色塗りに順次変更された。

### モ800形への編入から退役まで

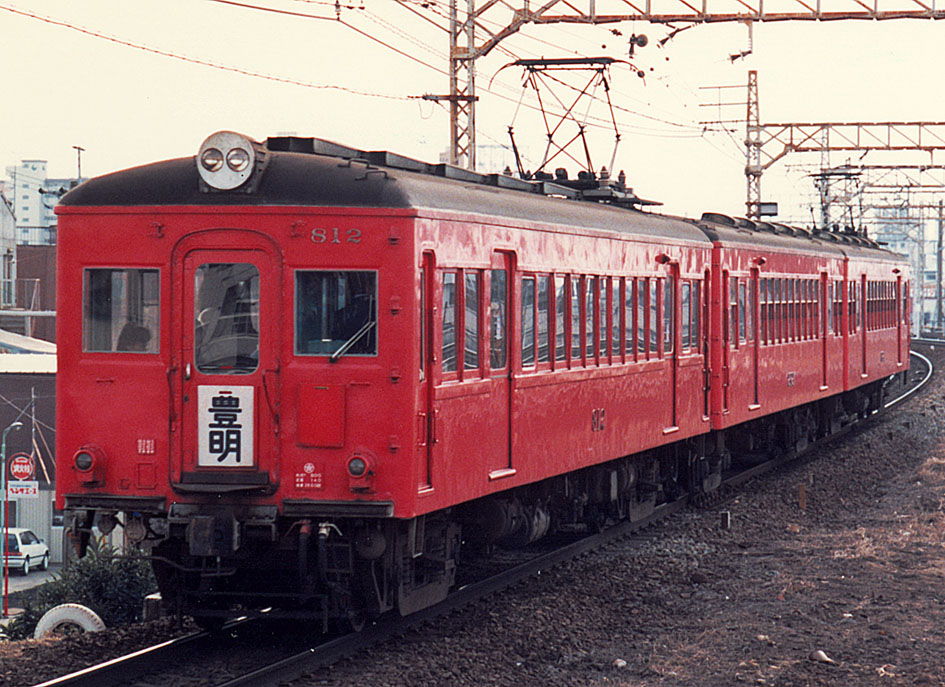
モ800形812と改番された元モ3500形3502（ナゴヤ球場前 1988年）

6000系など新型車両の導入に伴うAL車の代替進行に伴って、ク2501・ク2503が編成相手であったモ800形808・モ830形831とともに1979年（昭和54年）11月30日付で除籍され、3500系（初代）に属する車両の淘汰が開始された。その後はモ3501-ク3653の編成が同年12月5日付で、ク2502が編成相手のモ830形832とともに1980年（昭和55年）3月1日付でそれぞれ廃車となり、ク2502の除籍をもってク2500形は形式消滅した。
同時期には3880系（元東急3700系）の廃車も並行して実施されていたが、3両固定編成の同系列の淘汰に伴って奇数両数の編成を組成可能な車両が不足をきたし、また支線区における閑散時運用に充当する目的から、単行運転が可能な車両の導入が求められた。そのため、1981年（昭和56年）8月から同年9月にかけて、元来両運転台構造で片運転台化後も運転室を存置していたモ3500形3502・3503・3505が再び運転機器を整備して両運転台構造に改造され、同時にモ800形に編入されてモ812 - モ814と記号番号を改めた。
改番対照
モ3502 → モ812
モ3503 → モ813
モ3505 → モ814
両運転台化改造に際しては、再整備された側の妻面を全車とも高運転台構造で統一し、改造以前は原形の低運転台仕様のまま存置されていたモ812（元モ3502）は、既存の運転台側妻面についても高運転台化改造が施工された。また、モ814（元モ3505）は既存の運転台側妻面を含めて前照灯が埋込形からステーを介して取り付ける取付形に改められた。
なお、モ3502・モ3503・モ3505の両運転台化改造に伴って、従来編成を組成したク2654・ク2655は1981年（昭和56年）7月27日付で除籍され、また同3両のモ800形への編入に伴ってモ3500形は形式消滅した。
その後、旧型車の代替進行に伴ってモ3560形3561が1987年（昭和62年）3月31日付で、ク2650形2651・2652が編成相手のモ3650形3651・3652とともに1988年（昭和63年）1月12日付でそれぞれ除籍され、両形式とも形式消滅した。一方、モ800形へ編入されたモ812 - モ814（元モ3502・モ3503・モ3505）は両運転台構造の特性を生かし、主に3400系や7300系の増結用車両として運用を継続したが、1989年（平成元年）7月28日付でモ813・モ814が除籍され、以降はモ812のみが残存した。
最後まで残存したモ812についても、3500系（2代）の増備に伴って1996年（平成8年）3月20日限りで運用を離脱して新川工場へ回送され、同所にて留置された。これは当時新川工場の各種業務を請け負った名鉄住商工業がモ812を事業用車として運用する計画があったためとされるが、結局翌1997年（平成9年）5月6日付で除籍・解体処分され、モ812の廃車をもって3500系（初代）に属する車両は全廃となった。